# We Go Way Back
Ne doit pas être confondu avec We Go Way Back (film).
Albums de H-Burns
How Strange It Is to Be Anything at All
(2008) Off The Map
(2013)
We Go Way Back est le troisième album d'H-Burns. Il est sorti le 16 novembre 2009 sous le label P Box.

## Liste des chansons
1. We Go Way Back – 2:37
2. Fires in Empty Buildings – 3:50
3. A Part of the Film – 3:19
4. Half a Man / Half a Freak – 2:46
5. Are You Scared of the Dawn ? – 3:51
6. So Long, Dying Cities – 1:49
7. Lonely Nights on Queen St. – 4:28
8. Image Are Getting Hard to See – 1:32
9. Melting Point – 4:38
10. I Can't Kill The World – 4:09